# Buffet Crampon
Pour les articles homonymes, voir Buffet et Crampon.
Buffet Crampon SAS est un fabricant français d'instruments à vent basé à Mantes-la-Ville (Yvelines). L'entreprise est le leader mondial dans la production de clarinettes en système Boehm. Sa filiale allemande, Buffet Crampon Deutschland (de) GmbH, fondée en 2010 et basée à Markneukirchen (Vogtland, Saxe) est le leader mondial dans la fabrication de cuivres. Pour fabriquer et vendre ses produits, le groupe BC emploie environ 1000 personnes dans le monde au début de 2021, dont 470 employés à BC Allemagne. La direction du groupe est confiée à Jérôme Perrod depuis 2014,.

## Produits et marques

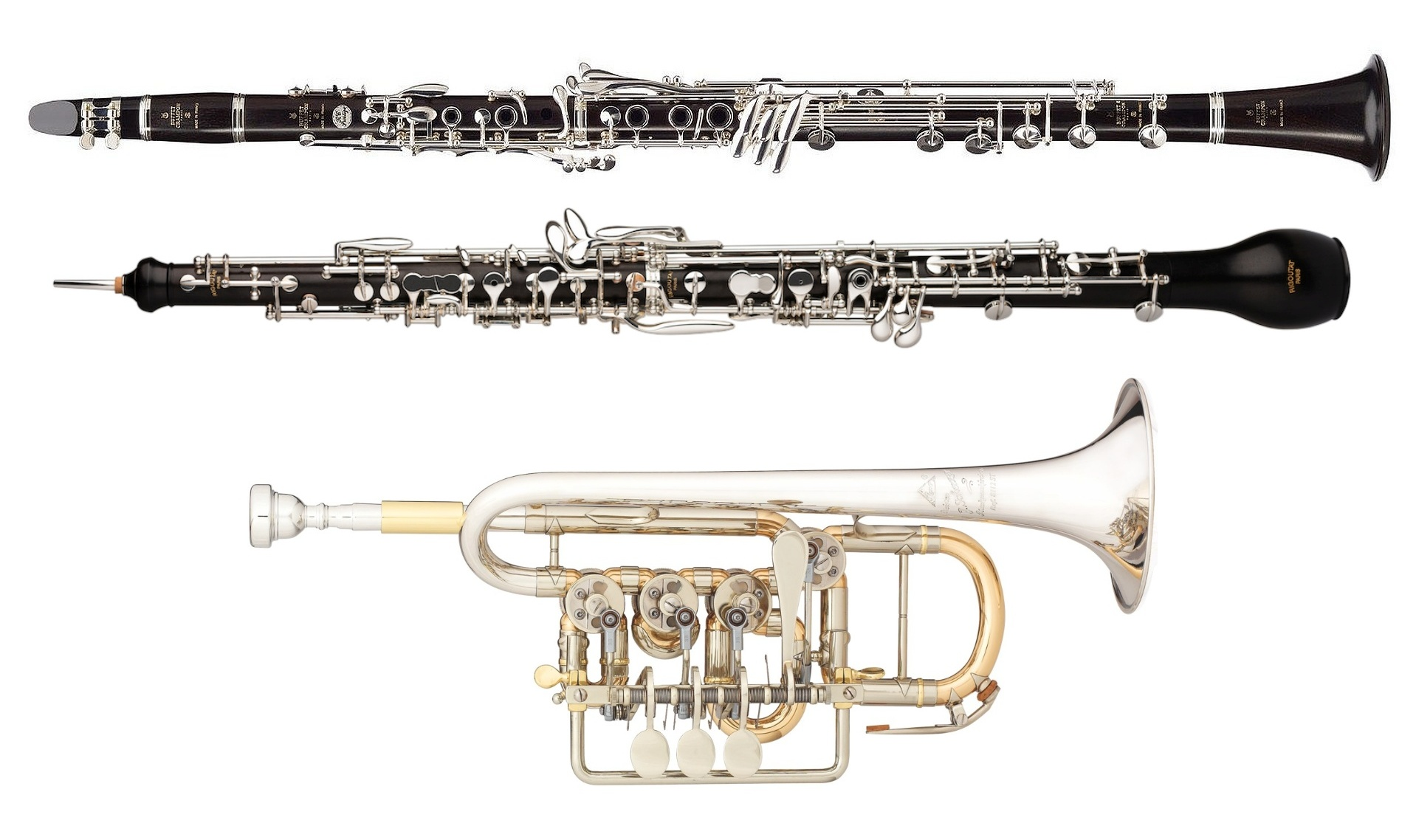
Clarinette de basset, hautbois d’amour, trompette haute

À l'exception de la marque Buffet Crampon, les marques suivantes ont été autrefois des sociétés indépendantes dont les actifs essentiels, y compris les droits de nom et de marque, ont été acquis auprès d'autres sociétés au cours de processus d'acquisition et de fusion dans l'industrie musicale, et qui ont ensuite été dissoutes en tant que sociétés.
La société Buffet Crampon SAS possède six marques sous lesquelles elle fabrique les instruments suivants:
- Buffet Crampon : clarinettes  en système de clétage français (Boehm), c'est-à-dire presque toute la famille de clarinettes de la petite clarinette en mi aigu à la contralto (il manque la clarinette en sol et la clarinette en sib de basset pour avoir une famille complète dans la gamme indiquée) et également hautbois, cors anglais, bassons (avec doigté et forage français) et saxophones
- Rigoutat : Hautbois, cors anglais, hautbois d’amour et hautbois baryton
- Parmenon : flûte traversière
- Verne Q. Powell (en) : Flûtes traversières et piccolos
- Antoine Courtois : trombones, bugles et saxhorns
- Besson : trompettes, trombones, cornets, altos mi, barytons, euphoniums et  tubas en mi et si

La filiale BC Allemagne dispose également de six marques sous lesquelles les instruments suivants sont fabriqués:
- B&S : Trompettes, trombones, cornets, bugles, cors ténor, cors baryton et tubas
- Hans Hoyer :  Cors d'harmonie, cors double, cors triple, cors descant et tubas wagnérien
- Melton Meinl Weston : Bugles, cornets baryton et ténor, trompettes basses, tubas et cimbassos
- J. Scherzer : Trompettes en si et en ut et trompettes piccolo
- W. Schreiber : Clarinettes en si et en ut (un modèle) en système de clétage allemand (système Oehler), bassons et contrebassons
- Julius Keilwerth (en) : Saxophones (soprano, alto, ténor, baryton et basse)

## Production et vente
Le groupe BC possède six installations de production dans lesquelles sont fabriqués les instruments suivants:
- à Mantes-la-Ville: Clarinettes professionnelles, hautbois, bassons français
- à Markneukirchen: Tous les cuivres du groupe Buffet Crampon y sont fabriqués dans les deux usines, à l'exception des instruments d'étudeBesson (gamme "Prodige") et des instruments "haut de gamme" de la marque Melton Meinl Weston. De plus, des clarinettes d'étude de la marque Buffet Crampon et tous les instruments des marques W.Schreiber et J.Keilwerth
- à Geretsried près de Munich: les instruments de la marque Melton Meinl Weston (Centre de R&D pour tous les cuivres du groupe)
- à Maynard, Massachusetts: flûtes VQ Powell
- à Pékin: des cuivres d'étude
- à Shanghai: instruments à vent d'étude

BC possède des sociétés de vente aux États-Unis, au Canada, au Japon et aux Pays-Bas. Il dispose également de six salles d'exposition: à Paris, Geretsried près de Munich, Amsterdam, New York, Tokyo et Pékin.

## Historique

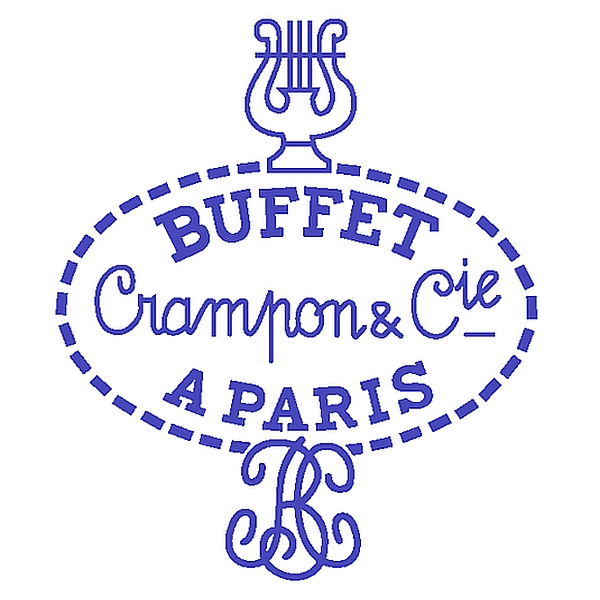
Logotype de « Buffet Crampon & Cie » créé en 1859, adapté du modèle original de 1841 « Buffet Crampon à Paris »

Le nom de la marque Buffet-Crampon est issu du patronyme du fondateur Denis Buffet-Auger (1783-1841), issu d’une des familles de facteurs d’instruments à vent vivant depuis un siècle à la Couture-Boussey, et de celui de Zoé Crampon, épouse de Jean Louis Buffet (1813-1865), fils de Denis. Après son mariage en 1836, Jean Louis a nommé son entreprise:  « Buffet Crampon » à Paris. Le logotype Buffet-Crampon a été créé vers fin 1841 pour se démarquer de son oncle Louis Auguste Buffet, également luthier mais néanmoins concurrent. Denis Buffet-Auger se serait installé à Paris vers 1825 au 18, passage du Grand Cerf. Il fabrique notamment des clarinettes à 13 clés renommées des clarinettistes de l'époque. De 1844 à 1852, Jean Louis Buffet dispose toujours d'un magasin du passage du Grand Cerf, qui passe du 18 au 22.

« Buffet-Crampon, flûtes, clarinettes, flageolets, hautbois, basson nouveau système et ordinaire, fournisseur du gymnase militaire, fait la commision, expédie en France et à l'étranger, pass. du Grand-Cerf, 22 »

— Citation de la marque Buffet-Crampon dans l'annuaire le bottin (1842)
En association avec le clarinettiste virtuose Hyacinthe Klosé, Louis Auguste Buffet est à l'origine de l'adaptation à la clarinette du système de clefs et anneaux mobiles imaginé par Theobald Boehm pour la flûte. Ce système, breveté en 1843, est à l'origine de la clarinette « système Boehm » moderne, qui s'est imposée en France et dans la plupart des pays, à l'exception notable de l'Allemagne et de l'Autriche, fidèles au « système Oehler ».
Jean Louis Buffet dépose un brevet en 1845 pour une "amélioration de la clarinette" dite omnitonique, très proche de celui obtenu par son oncle Louis Auguste Buffet.
Vers 1850, Jean Louis Buffet s'associe à son frère Louis Buffet et à Ferdinand Tournier et installe un atelier de fabrication d'instruments à vent et à mécanismes à Mantes-la-Ville.
Vers 1859, le clarinettiste Adolphe Leroy rejoint Pierre Goumas, beau-frère de Jean Louis Buffet (Crampon), pour constituer une société à Mantes-la-Ville avec Jean Louis Buffet, propriétaire de l'atelier Buffet-Crampon, son frère Louis Buffet (1823-1884) et Ferdinand Tournier qui prend le nom de Buffet-Crampon et Cie. Jean Louis Buffet (Crampon) décède le 17 avril 1865 à Mantes-la-Ville, Adolphe Leroy quitte en 1869 la société pour succéder à Hyacinthe Klosé au conservatoire de Paris, Pierre Goumas prend seul les commandes de l'entreprise.

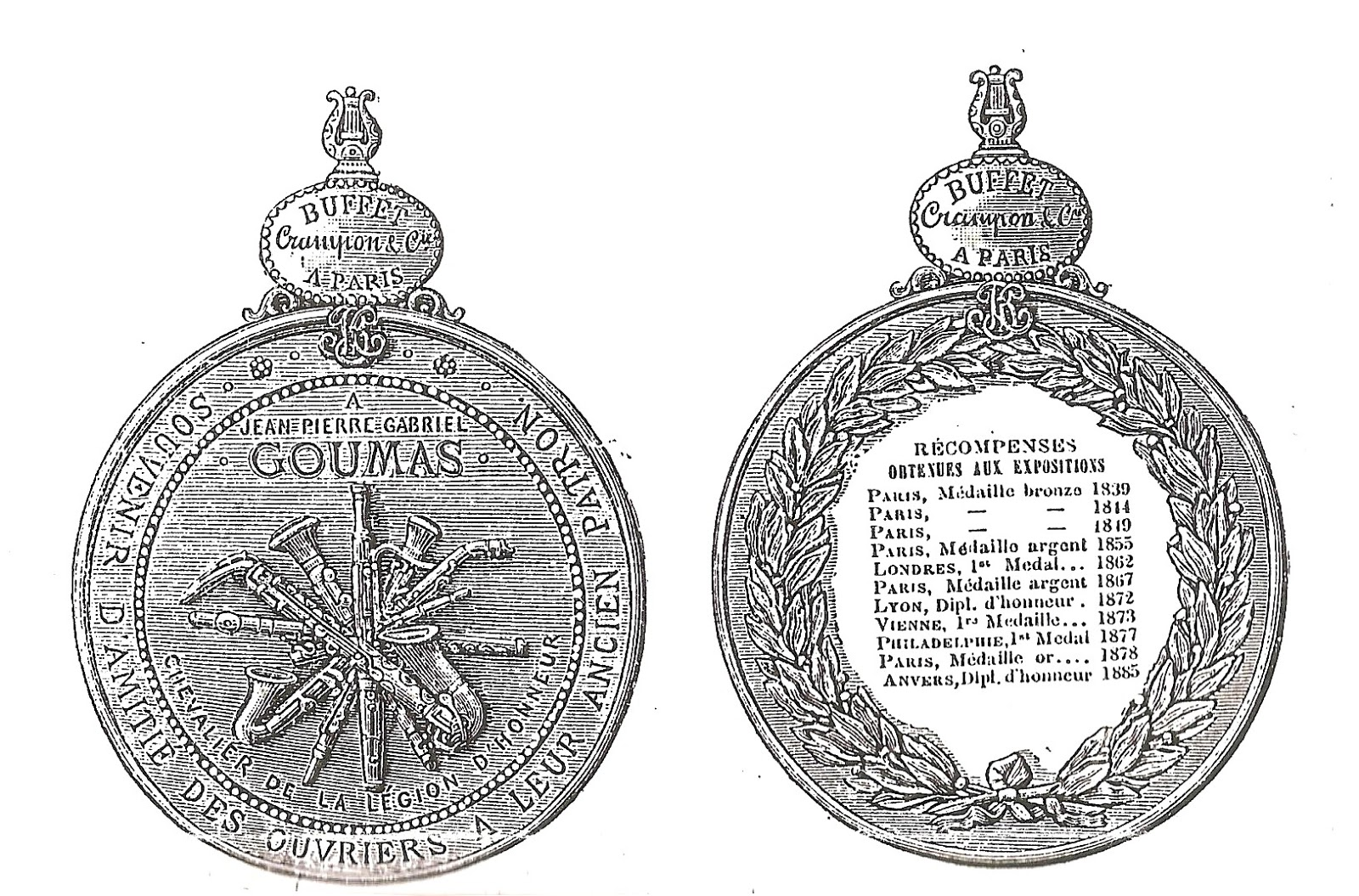
Médaille offerte à Pierre Goumas par ses ouvriers de la maison Buffet-Crampon en 1886.

En 1866, P. Goumas fait installer une machine à vapeur à l'atelier, et il lance la fabrication des saxophones (pour lesquelles le brevet d'Adolphe Sax est désormais dans le domaine public). Il est également attentif à l'amélioration de l'outillage.
En 1871, P. Goumas s’associe avec ses deux gendres (Léon Leguay et Léon Crampon) puis il cède le fonds le 1er juillet 1885 lorsqu'il prend sa retraite, après avoir reçu la croix de la Légion d’honneur.
En 1885, Paul Evette et Ernest Schaeffer rachètent la maison Buffet-Crampon et Cie pour la facture de fabrication d'instruments de musique, et principalement de clarinettes et saxophones. Evette et Schaeffer est aussi une maison d'édition d’œuvres classiques.
Quels que soient les propriétaires, le logotype «Buffet-Crampon», a toujours été conservé comme véritable label de qualité reconnu dans le monde entier et associée à de nombreux prix nationaux et internationaux.

« Progrès et succès furent croissants à chaque exposition (Méd de 2e classe, Londres 1851, de 1ere classe, Paris 1855 ; Londres 1862 ; Paris, méd. d’argent, 1867), mais c’est surtout à partir de 1878 que la supériorité de la maison fut portée à son comble. Les 42 instruments exposés ; familles complètes de clarinettes et saxophones, hautbois, flûtes, bassons, furent reconnus d’une justesse et d’une qualité de son parfaite, et la médaille d’or fut décernée à P. Goumas. Une plus haute récompense était réservée à ses successeurs ; un seul grand prix fut accordé, en 1889, pour les instruments à vent et c’est à MM. Evette et Schaeffer qu’il échut. En sus des instruments en usage, ils avaient exposé des petits bassons en mi b, fa et sol et un contrebasson. (V. La Facture instrumentale, p 25 et 31). La famille des clarinettes « d’une perfection rare » dit le rapport et d’une « grande égalité de son » se composait de petites clarinettes en mi b et fa (cette dernière est très difficile à bien réussir), des clarinettes soprano en ut, si b, la, des clarinettes alto mi b et fa et des clarinettes basses en ut, si b et la. »

— Constant Pierre, Les facteurs d’instrument de musique - Les luthiers et la facture instrumentale - Précis historique
En 1887, la maison obtient un brevet pour un mécanisme permettant de contrôler une clé supplémentaire sur le pavillon de saxophone rallongé, étendant l'ambitus dans le grave de si à si♭.
En 1908, BC commence à exporter des instruments aux États-Unis. En 1910, Buffet présente le modèle de saxophone haut de gamme Apogée, qui présente des caractéristiques de clétage novatrices qui ont ensuite été adoptées par les autres fabricants.
À partir de 1918, BC commercialise ses instruments haut de gamme sous son propre nom, tout en commercialisant des instruments de qualité inférieure sous les marques Evette & Schaeffer et Evette. Dans les années 1930, BC commence à sous-traiter les instruments Evette & Schaeffer à d'autres fabricants.
En 1950, Robert Carrée développe la célèbre clarinette R13, une clarinette professionnelle extrêmement populaire aux États-Unis. Cette année-là, la société a également commence à produire les saxophones de la série Dynaction, qui allaient évoluer vers les modèles Super Dynaction (1957) et la très réputée série S (1973). BC est également devenu le principal distributeur d'instruments pour étudiants en Europe, commercialisant des saxophones de fabrication française et italienne sous sa marque Evette & Schaeffer. Au cours des années 1970, la position de la société sur le marché des saxophones d'étude s'effondre face à la concurrence du fabricant Yamaha, qui propose des instruments de meilleure qualité et plus modernes, et des fabricants est-allemands, tchèques et asiatiques moins chers. Cette perte des ventes sur le marché des instruments d'étude s'accompagne d'une détérioration de leur position sur le marché des saxophones professionnels, ce qui a conduit à leur abandon au milieu des années 1980.

2005: Logo Buffet Group SAS

En 1981, Buffet Crampon rejoint Boosey & Hawkes, qui vend la société française au groupe britannique The Music Group en 2003. En 2005, The Music Group a vendu la société BC à la nouvelle société BUFFET Group Wind Instruments SAS, dont 91 % des actions ont été acquises par Argos Soditic et 6,7 % par CDC Entreprises et 2,3 % par la direction. En 2012, après une augmentation de 53 % des ventes, Argos Soditic a vendu ses actions à Fondations Capital France SAS, une filiale de Trail, une société européenne d'investissement en capital privé basée à Paris.
À partir de 1994, Buffet-Crampon a utilisé un matériau composite de haute performance, issu de la poudre d'ébène, procurant aux instruments à vent, clarinettes et hautbois de sa gamme Green Line, des qualités acoustiques identiques à celles des instruments en ébène massif sélectionné et présentant l'avantage d'une meilleure stabilité dimensionnelle et un risque de fente quasi inexistant.
Buffet-Crampon a acquis une position de leader mondial de la clarinette, particulièrement reconnu pour les instruments de qualité professionnelle.
En 2006, la société a racheté la société Antoine Courtois, manufacture française de cuivres (trompettes, trombones, tubas) située à Amboise, ainsi que la société Besson (euphoniums, cornets).
En 2008, Buffet Group est revenu sur le marché du saxophone avec le modèle 400, fabriqué en Chine.
En 2008, Buffet Group acquiert l'usine historique de clarinettes  Leblanc à La Couture-Boussey, vendue par l'américain Steinway Musical Instruments et qui sera définitivement fermée en 2012.
En 2010, la société "Schreiber & Keilwerth Musikinstrumente GmbH", qui fabriquait des clarinettes, des bassons et des saxophones à Markneukirchen, est devenue insolvable. Après que l'administrateur ait réduit ses effectifs de 250 à 134 personnes, la nouvelle société Buffet Crampon Deutschland GmbH acquiert son site de production et les marques W. Schreiber et Julius Keilwerth.
En 2012, BC Allemagne a repris la société B&S GmbH, également basée à Markneukirchen, le premier fabricant européen de cuivres avec 250 employés et avec les marques B&S, Hans Hoyer, Melton, Meinl, Weston et J.Scherzer et les a intégrées dans l'entreprise.
Grâce à ces deux acquisitions les plus importantes de l'histoire de l'entreprise, le groupe BC a presque doublé ses ventes et a pris une position de leader mondial non seulement dans le domaine des instruments à vent, mais aussi des cuivres.
En 2012, Fondations Capital France SAS devient actionnaire de Buffet Group SAS. Fondation Capital est une filiale de Trail, une société d'investissement privée.
La société est dirigée par Antoine Beaussant de décembre 2007 à juillet 2014. À cette date, Jérôme Perrod est nommé président du directoire de Buffet Group, succédant à Antoine Beaussant.

2016: Logo de la société renommée Buffet Crampon S.A.S.

En 2015, Buffet Group fonde une filiale en Chine, Buffet Crampon Manufactoring Musical Instruments Co. Ltd, qui construit une usine de production pour 160 employés à Pékin, où 4 000 cuivres pour étudiants seront fabriqués chaque année à partir de 2016,.
Avec le début de l'année 2016, le nom de la société Buffet Group Wind Instruments SAS est modifié pour devenir le nom actuel de Buffet Crampon SAS. Acquisition de flûtes Powell.
En 2019, l'acquisition de Parmenon, dont l'expertise et la réputation renforcent les compétences du Groupe sur le marché des flûtes.
près le rachat de Powell Flutes en 2016, la société Parmenon a été acquise en juin 2019, dont le savoir-faire et la réputation renforcent la compétence du groupe sur le marché de la flûte.
En 2019, Buffet Crampon ıreprend la marque Rigoutat dans l'objectif de développer celle-ci grâce à la présence mondiale du groupe. Par cette fusion, l'héritage Rigoutat, créé en 1922, se perpétue et chaque marque conserve son identité sonore. La plupart des grands hautboïstes de l'histoire de la musique, du XIXe au XXIe siècle, sont ainsi réunis dans la même maison. Philippe Rigoutat est chargé pour les deux marques du développement des nouveaux instruments et de la relation avec les musiciens. Certains, comme Hélène Devilleneuve, sont familiers des deux maisons, le type d'anches, point essentiel, étant commun à leurs gammes d'instruments.
En 2020, BC ouvre une salle d'exposition à Pékin et construit une nouvelle usine (BCMMI) pour 130 employés près de Shanghai, avec une capacité annuelle de 50 000 instruments pour les professionnels.
Ces dernières années, Buffet Crampon entreprend des actions de communication pour protéger les arbres d'Afrique, qui fournissent le bois de grenadille pour les clarinettes. Cependant, Buffet Crampon n'a pas adopté la norme de gestion forestière durable du Forest Stewardship Council.

## Instruments

### Clarinettes BC
L'activité de Buffet-Crampon pour la production des clarinettes a été perturbée par les deux guerres mondiales (perte des compagnons...).
Entre les deux guerres, BC a subi la concurrence des clarinettes en métal américaines sur le marché américain et BC a proposé quelques rares modèles en métal en système Albert et en système Boehm.
Le catalogue Evette et Schaeffer de 1922 proposait 47 modèles de clarinettes BC différentes.
Après la seconde guerre mondiale, Robert Carrée (-1982), rentré comme apprenti en 1921, contremaître en 1947 et directeur technique en 1953, remet en route l’atelier Buffet-Crampon avec 30 compagnons et 20 apprentis. Il n'est pas clarinettiste mais propose  des innovations acoustiques, notamment sur la perce.
Au début de l'année 2021, les modèles suivants sont proposés:
| Modèle          | Petite cl. en mib | ut/ré   | sib | la | sol | Clar. basset en la/sib/sol | Cor de basset en fa | Alto en mib | Basse au mib/ré en sib          | Basse à l'ut en sib | Contralto en mib |
| --------------- | ----------------- | ------- | --- | -- | --- | -------------------------- | ------------------- | ----------- | ------------------------------- | ------------------- | ---------------- |
| E 12F           |                   |         | x   |    |     |                            |                     |             |                                 |                     |                  |
| Conservatoire   |                   |         | x   |    |     |                            |                     |             |                                 |                     |                  |
| Prodige         |                   |         | x   |    |     |                            |                     |             |                                 |                     |                  |
| Légende         |                   |         | x   | x  |     |                            |                     |             |                                 |                     |                  |
| Légende en buis |                   |         | x   | x  |     |                            |                     |             |                                 |                     |                  |
| Gala            |                   |         | x   | x  |     |                            |                     |             |                                 |                     |                  |
| Tradition       |                   |         | x   | x  |     |                            |                     |             |                                 |                     |                  |
| Divine          |                   |         | x   | x  |     |                            |                     |             |                                 |                     |                  |
| Festival        |                   |         | x   | x  |     |                            |                     |             |                                 |                     |                  |
| Vintage         |                   |         | x   | x  |     |                            |                     |             |                                 |                     |                  |
| R13 Prestige    |                   |         | x   | x  |     |                            |                     |             |                                 |                     |                  |
| BCXXI           |                   |         | x   |    |     |                            |                     |             |                                 |                     |                  |
| RC              | Mib               |         | x   | x  |     |                            |                     |             |                                 |                     |                  |
| R 13            | Mib               |         | x   | x  |     |                            |                     |             |                                 |                     |                  |
| E 13            | Mib               | Ut      | x   | x  |     |                            |                     |             |                                 |                     |                  |
| E 11            | Mib               | Ut      | x   | x  |     |                            |                     |             |                                 |                     |                  |
| Tosca           | Mib               |         | x   | x  |     |                            |                     |             | Mod. 1185 (prof.) + 1180 (std.) | Mod. 1195 (prof.)   |                  |
| (RC) Prestige   | Mib               | Ut + Ré | x   | x  |     | La                         | x                   | x           |                                 | Mod. 1193 (prof.)   | Contralto        |

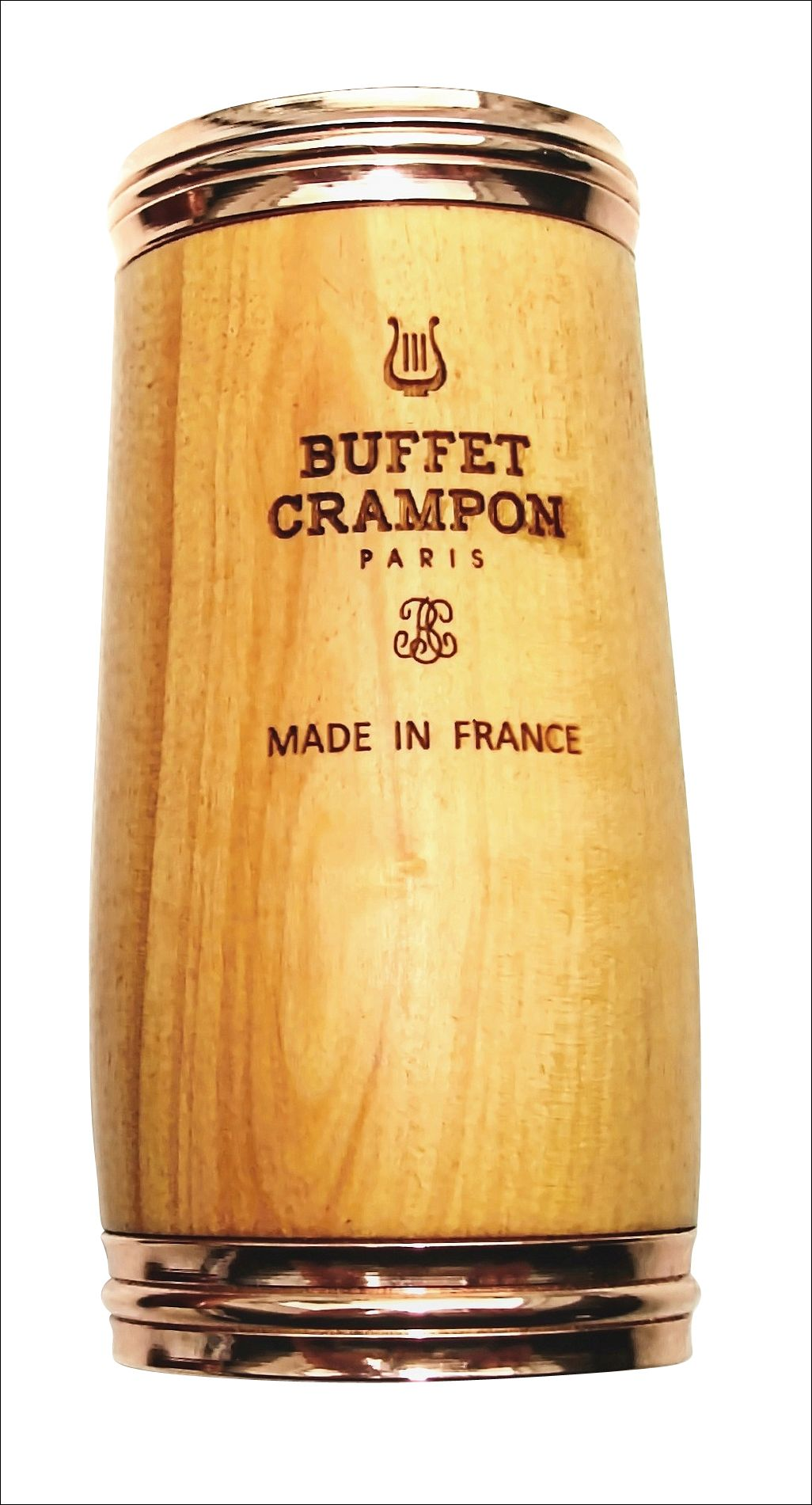
Baril en buis pour le modèle Légende

Sélection de modèles (ordre chronologique) :
- N1 (Boehm classique),
- 1D (avec un do#/sol# articulé),
- 2N (anneau ré/la),
- 2DN (full Boehm avec la clé supplémentaire descendant au Mib),
- R13 (vers 1950)[13], perce poly-cylindrique étroite de 14,63 mm, créée principalement pour le marché américain sous l'impulsion de Robert Carrée
- Continentale (1962)
- BC20 (1963)[13], haut de gamme, perce cylindrique avec un diapason haut (444 Hz) sur un brevet de 1955
- E13, modèle d'étude issu de la BC20
- S1 (1966)
- RC (vers 1974)[13], avec une perce poly-cylindrique plus large et plus courte que la R13
- Festival (1987)[13], repose pouce réglable, perce reprise de la R13, avec l'aide de J. Lancelot, G. Deplus, M. Arrignon
- Prestige (1987)[13], perce RC, disponible avec le nouveau matériau composite Green Line
- Elite (de 1989 à 2003)[13], modèle professionnel, épaisseur diminuée de 1 mm (allégement poids de 15%) avec des viroles en carbone
- Vintage (1996)[13], perce étroite type R13 pour le marché américain
- Tosca (2003)[13], remplacement du modèle Elite sur une base de Festival avec matériau composite Green Line, viroles en carbone, tampons en Gore Tex, nouveau clétage, évasement plus petit et une perce type R13 assez cylindrique (son "allemand")...
  - 2014: sortie de la clarinette basse Tosca
- Divine (2012)[13], perce large type RC, avec les innovations de la Tosca, des inserts en Green Line
- Légende - (2017–) Alésage cylindrique, avec correction de Fa profond, sans bague coupelle métallique. Mécanique plaquée argent avec anneaux de connexion et quelques autres pièces plaquées or rose. Ce modèle est également disponible en buis (Buxus sempervirens) depuis l'automne 2020.
- BCXXI (se prononce "BC21"), modèle sorti en novembre 2021, corps du bas plus long avec une clef de Mi bémol grave.

### Saxophones BC
BC s'est spécialisé dans le saxophone pour la musique classique. BC a une longue tradition de fabrication de saxophone depuis que son brevet est dans le domaine public.
- Série I (1866 à 1870)
- Série II (1871 à 1887)

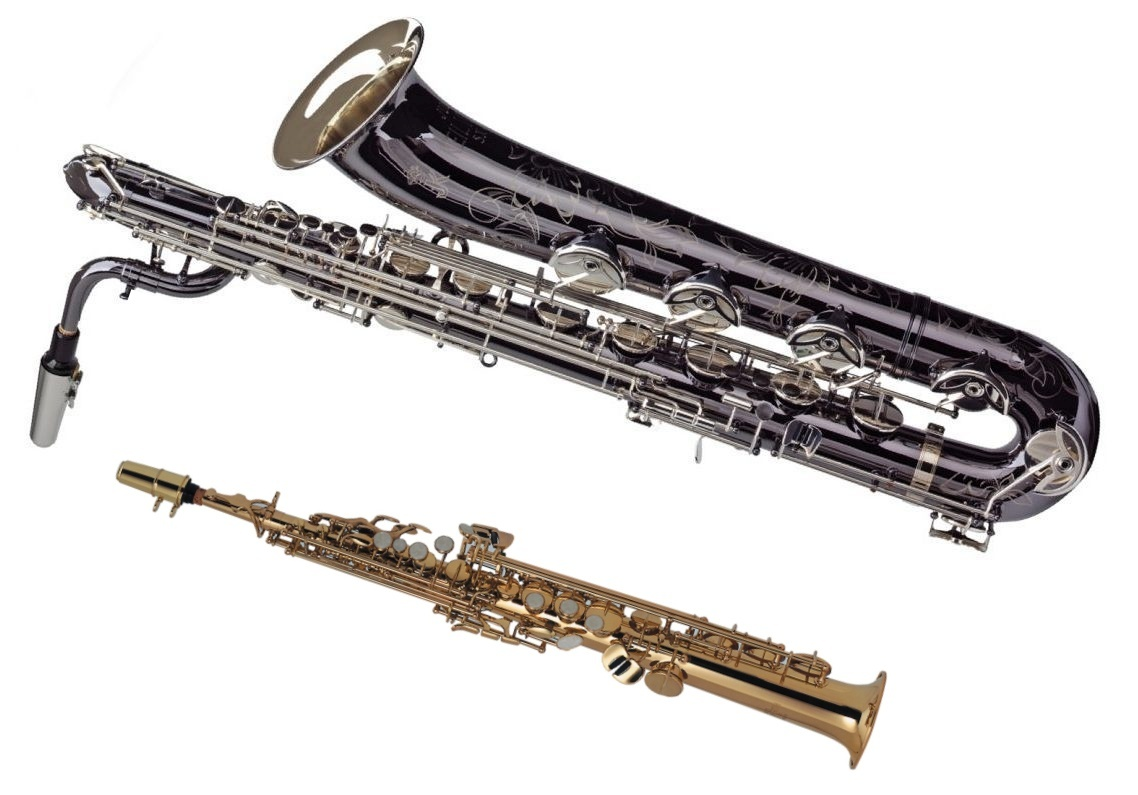
Saxophones baryton et soprano (Keilwerth)

- Après leur achat de la maison Buffet-Crampon en 1885, Evette et Schaeffer lancent le Buffet Série III de 1887 à 1903.
- Série IV (1903 à 1927)
- Série Apogée (1910 à 1930), dernière production des saxophones professionnels d'Evette-Schaeffer
- Le nom Evette est aussi utilisé pour une série de saxophones d’étude de 1918 à 1933.
- "Buffet Powell" (1930 à 1939) avec une clé d'harmonique
- Buffet Série V (1930 à 1939)
- Buffet Série VI (1930 à 1939)
- Série Dynaction (1950 à 1957),
- Série Super Dynaction (1957 à 1975) sous l'impulsion de Robert Carrée
- Série S1 (1973 à 1988), modèle professionnel, aboutissement de la lignée Dynaction  et Super Dynaction
- Série S2 (1983 à 1986)
- Série S3 (1995 à 2008)
- Série S3 Prestige (1989 à 2008)
- Expression (ca 1991, sous traitance à Keilwerth SX-90)
- Série 100 (depuis 2007), modèle d'étude
- Série 400 (depuis 2007), modèle d'étude
- Depuis 2013, Série Senzo, retour aux modèles professionnels chez BC, inspirée du S1 et du Super Dynaction

### Hautbois BC
- Modèles professionnels
  - Légende
  - Virtuose (2016)
  - Orfeo en grenadille ou en Green Line
  - Prestige (1992) conçu par le luthier René Lesieux et le musicien Jean-Louis Capezzali
  - Prestige 3643G

- Modèle d'étude
  - Prodige

### Cor anglais
- Modèle professionnel
  - Prestige 4713 en fa

### Basson BC
- Modèle professionnel
  - Prestige 5613 en palissandre d’Amazonie

## Musiciens jouant Buffet Crampon

### Clarinettistes
Nombre de grands clarinettistes ont été essayeurs chez BC et ont participé à la création de nouveaux modèles:
- Louis Cahuzac, chef d'orchestre et soliste
- Pierre Lefebvre, (clarinette solo de la Garde républicaine et des concerts Lamoureux, essayeur de 1934 à 1953)
- Jacques Lancelot participe à la mise au point de la R13 et de la BC20 avec Daniel Gautier
- Guy Deplus, mise au point de la Festival
- Maxim Saury, essayeur de la Super Dynaction
- Richard Vieille, ex-essayeur de Leblanc
- Paul Meyer, essayeur de la Divine
- Michel Arrignon, mise au point de la Festival, de l'Elite, de la Tosca
- Jean-Marc Volta, pour les clarinettes basses
- Pascal Moraguès, essayeur sur la Prestige
- Nicolas Baldeyrou, différentes clarinettes soprano
- Martin Fröst, différentes clarinettes soprano et une clarinette basset en la
- Maurice Briançon, pour les petites clarinettes
- Georges Pigassou, pour la clarinette basse

### Hautboïstes
- Jean-Louis Capezzali
- Hélène Devilleneuve
- Albrecht Mayer
- Philippe Tondre
- Philippe Grauvogel

### Bassonistes
- Gilbert Audin
- Julien Hardy

### Saxophonistes
Des saxophonistes de renom comme Fabrice Moretti, Philippe Chagne utilisent les saxophones BC.